# Ilê Axé Oxumarê
Ilê Axé Oxumarê - Casa de Oxumarê, Sociedade Cultural, Religiosa e Beneficente São Salvador, está localizada na Avenida Vasco da Gama, bairro da Federação, antiga Mata Escura, Salvador, Bahia. Foi fundada inicialmente no Calundú do Obitedó, Cachoeira, Recôncavo baiano. Foi tombado pelo Instituto do Patrimônio Artístico e Cultural da Bahia (IPAC) em 15 de dezembro de 2004.

## História
Casa de Oxumarê, Associação Cultural e Religiosa São Salvador - Ilê Oxumarê Aracá Axé Ogodô, fundada por Manoel Joaquim Ricardo, Babá Talabi, entre o final do século XVIII e início do século XIX, tem suas origens ligadas no  culto à Ajunsun, praticado no Calundu do Obitedó, em Cachoeira - Ba.
É considerada uma das casas mais antigas de  candomblé  abertas em Salvador. Localizada, atualmente, no bairro da  Federação, com acesso também pela Av. Vasco da Gama, a Casa de Oxumarê foi reconhecida como patrimônio histórico pelo Instituto do Patrimônio Artístico e Cultural da Bahia – IPAC, em 15 de dezembro de 2004.

## Localização
A Casa de Oxumarê já teve o seu axé fincado em diversos locais. Inicialmente, entre os séculos XVIII e XIX, Manoel José Ricardo, Babá Talabi realiza o culto a Ajunsun, no Calundu do Obitedó, na cidade de Cachoeira, Bahia. Este é o marco de fundação da Casa de Oxumarê. Em 1830, registros documentais comprovam que a Casa de Oxumarê já realizava as suas atividades religiosas no bairro da Cruz do Cosme (atual bairro do Pau Miúdo), em Salvador. Para fugir das constantes perseguições, Antônio de Oxumarê transfere o Axé da Casa para o  então distante, bairro da Mata Escura, atual bairro da Federação.
As mudanças de locais de funcionamento da Casa de Oxumarê são fruto da sua resistência e a busca de assegurar a integridade dos seus filhos e filhas de santo. Contabilizando o seu nascimento no Calundu do Obitedó, a passagem pela Cruz do Cosme, e sua permanência na Mata Escura, atual bairro da Federação, a Casa de Oxumarê tem mais de 200 anos de existência.

## Babalorixás e Ialorixás
- 1 - Manoel Joaquim Ricardo - Babá Talábi de Ajunsun -  Africano da Costa, funda o Ilê Oxumarê ainda em Cachoeira, no final do século XVIII. Morre em 20 de junho de 1865;
- 2 - Antônio Maria Belchior - Babá Salacó de Xangô - Conhecido como Antônio das Cobras - Nasce em 1839, é iniciado aos 6 anos, em 1845. Em 1863 assume a casa de Oxumarê, aos 24 anos. Falece, aos 65 anos, em 14 de janeiro de 1904, depois de administrar a Casa por 41 anos, a maior liderança da casa;
- 3 - Antônio Manuel Bonfim -  Babá Antônio de Oxumarê - Conhecido como Cobra Encantada, em alguns momentos também denominado de Antônio das Cobras - Nasce em 1879, aos 7 anos, em 1886 é iniciado por Babá Talabi. Em 1904, aos 25 anos, assume a casa. Aos 45 anos, em 16 de junho de 1926, falece. Administra a casa por 22 anos;
- 4 - Maria das Merces dos Santos - Iá Cotinha de Ieuá - Nasce em 1886,  aos 19 anos, em 1905 é iniciada. Aos 41 anos, em 1927 assume a casa e administra por 21 anos. Falece em 22 de junho de 1948, aos 68 anos;
- 5 - Maria Francelina de Jesus - Mãe Francelina de Ogum - mãe carnal de Iá Simplicia de Ogum, dirigiu a casa de 1947 a 1953.
- 6 - Simplícia Brasiliana da Encarnação - Iá Simplicia de Ogum - Nasce em 2 de março de 1916, é iniciada aos 21 anos, em março de 1937. EM 1953, aos 37 anos, assume a Casa. Falece ao 51 anos, em 18 de outubro 1967. Dirigiu a Casa por 14 Anos;
- No período de 1967-1974 a casa ficou sem atividades.
- 7 - Nilzete Austricliano da Encarnação - Mãe Nilzete de Iemanjá - Nasce em 28 de fevereiro de 1937. Aos 28 anos, em 14 de dezembro de 1965 é iniciada.  Aos 37 anos, em 1974, assume a liderança da Casa. Falece aos 53 anos, em 30 de março 1990, após 16 anos de gestão;
- 8 - Sivanilton Encarnação da Mata - Babá Pecê de Oxumarê - Nasce, em 30 de agosto de 1964 e é iniciado  com menos de 2 anos, em 14 de dezembro de 1965. Em  1991, assume a casa com 27 anos.